# Hans Niemeyer
Hans Walther Rafael Niemeyer Fernández (Coquimbo, 13 de enero de 1921-Coquimbo, 17 de octubre de 2005) fue un ingeniero civil hidráulico y arqueólogo chileno, director del Museo Nacional de Historia Natural entre 1982 y 1990.

## Biografía
Cursó la enseñanza básica en su ciudad natal. Posteriormente estudió en el Liceo Gregorio Cordovez de La Serena y en el Internado Nacional Barros Arana de Santiago, donde completó la enseñanza secundaria y compartió con intelectuales como Jorge Millas, el poeta Nicanor Parra y su hermano mayor, Hermann Niemeyer, quien fue reconocido con el Premio Nacional de Ciencias en 1983.
Ingresó a la Universidad de Chile a estudiar ingeniería civil. A pesar de su título de ingeniero, encontró su verdadera vocación en la arqueología y el arte rupestre prehispánico chileno —fue considerado un pionero en la investigación del arte rupestre latinoamericano—. Inició su formación autodidacta como arqueólogo a partir del interés en la exploración de los Andes al realizar estudios hidrográficos e hidrológicos en la región nortina de Chile. Esta tarea la realizó trabajando, en más de una ocasión, para la Dirección de Aguas del Ministerio de Obras Públicas, entidad a la que trabajó desde 1945 hasta mayo de 1960. En 1947, mientras trabajaba en la construcción de un canal de riego en Chile Chico, contrajo matrimonio con Selva Rubilar, hija de un agricultor de la zona y de la directora de la escuela de la localidad. Luego, en 1955, a instancias de su amistad con Francisco Cornely, director del Museo Arqueológico de La Serena, Niemeyer comenzó a incursionar en la arqueología. El descubrimiento de la cultura El Molle en el valle del Huasco fue una de sus principales aficiones en esos primeros años de actividad como arqueólogo.
En la década de 1960 tuvo un laboratorio de arqueología en el centro de la capital chilena, ubicado en la calle Ahumada, donde analizó y registró sus hallazgos. En 1963, durante la realización del Congreso Internacional de Arqueología de San Pedro de Atacama, fue uno de los fundadores de la Sociedad Chilena de Arqueología, entidad que presidió durante 16 años, y tuvo como tarea organizar la mayoría de los diecisiete Congresos de Arqueología Chilena, además de la edición de sus actas. Asimismo, fue editor de los Anales de la Academia Chilena de Ciencias Naturales. Perteneció a varias sociedades científicas chilenas y fue editor y consultor de muchas revistas nacionales. Asistió a numerosos congresos y eventos científicos en Chile y en el extranjero. Su labor como arqueólogo autodidacta abarcó más de 50 años, recorriendo todo Chile. Sus minuciosas exploraciones (que superaron las 400) y la gran cantidad de materiales obtenidos y organizados en su gabinete se reflejó en los más de cien artículos publicados, entre los que sobresalen sus estudios sobre las culturas El Molle, diaguita e inca. Niemeyer incluso consiguió en 1965 que uno de los últimos changos vivientes le construyera una balsa de cuero de lobo inflado, el mismo tipo de embarcación que utilizaban los hombres de este pueblo precolombino. Es la última balsa de la que se tiene registro, y que actualmente se exhibe en el Museo Arqueológico de La Serena.
Además, desarrolló una dilatada actividad como docente en el Departamento de Arqueología de la Universidad de Chile, donde destacó su cátedra de Topografía Aplicada a la Arqueología, destacando las planimetrías de numerosos sitios arqueológicos chilenos. Su carrera como profesor se prolongó por más de 35 años. Fue miembro de varias sociedades científicas en Chile.
Junto a Pilar Cereceda escribió también el volumen correspondiente a la hidrografía de la colección Geografía de Chile del Instituto Geográfico Militar.

## Labor en el Museo Nacional de Historia Natural
Su fecunda y señera labor como arqueólogo e investigador (que muchas veces financió con su bolsillo) le valió la designación como director del Museo Nacional de Historia Natural de Chile, cargo que ejerció entre los años 1982 y 1990, sucediendo en el cargo a Grete Mostny desde el 16 de abril de 1982. En 1990 deja la dirección del MNHN en manos de Luis Capurro Soto. Niemeyer estuvo ligado previamente a investigadores del MNHN. Un ejemplo de esto es que la primera excursión arqueológica que realizó Niemeyer en 1943 era dirigida por Humberto Fuenzalida, en ese entonces Jefe de la Sección de Geología y Paleontología.
En 1998 donó sus documentos personales al MNHN y en el año 2001 se creó el Archivo Niemeyer en su honor, en el mismo museo donde se conserva dicha documentación, compuesta por sus diarios de campo, libros, informes, fotografías (15.000 diapositivas y 2.000 fotrografías con sus negativos, aproximadamente), cerca de 600 planos topográficos y 500 dibujos, que resumen cerca de seis décadas dedicadas al estudio y la comprensión de la prehistoria y la arqueología chilena. La creación del Archivo Niemeyer, uno de los legados documentales más valiosos del patrimonio arqueológico chileno, fue producto de una labor conjunta entre el Museo Nacional de Historia Natural y del Centro Nacional de Conservación y Restauración (CNCR). Sus publicaciones suman más de un centenar y forman parte de un patrimonio importante de la cultura prehistórica del norte de Chile. También estuvo ligado al Consejo de Monumentos Nacionales, entidad de la que fue consejero durante 20 años. 
En sus exploraciones, Hans Niemeyer recolectó insectos que luego entregaba al Área de Entomología del MNHN. El entomólogo Luis Peña, especialista en coleópteros  de la familia Tenebrionidae y amigo de Niemeyer, le dedicó una especie de la cual se conocía un solo ejemplar, recolectado por el propio Niemeyer en la zona del río Pulido, en la cordillera de Atacama: Psectrascelis niemeyeri Peña (1974). Todos los ejemplares donados por Niemeyer forman parte de la Colección Nacional de Insectos del MNHN.
Fue llamado por sus colegas «el último gran naturalista chileno». Falleció en el Hospital San Pablo de Coquimbo, a la edad de 84 años, luego de padecer una larga enfermedad respiratoria.

## Obra escrita
- Niemeyer F., Hans. Hoyas hidrográficas de Chile, Primera Región. Santiago de Chile: Ministerio de Obras Públicas (Chile), Dirección General de Aguas. Archivado desde el original el 11 de noviembre de 2018. Consultado el 15 de noviembre de 2018.
- Niemeyer F., Hans. Hoyas hidrográficas de Chile, Segunda Región. Santiago de Chile: Ministerio de Obras Públicas (Chile), Dirección General de Aguas. Archivado desde el original el 4 de marzo de 2016. Consultado el 15 de noviembre de 2018.
- Niemeyer F., Hans. Hoyas hidrográficas de Chile, Tercera Región. Santiago de Chile: Ministerio de Obras Públicas (Chile), Dirección General de Aguas. Archivado desde el original el 11 de noviembre de 2018. Consultado el 15 de noviembre de 2018.
- Niemeyer F., Hans. Hoyas hidrográficas de Chile, Cuarta Región. Santiago de Chile: Ministerio de Obras Públicas (Chile), Dirección General de Aguas. Archivado desde el original el 11 de noviembre de 2018. Consultado el 15 de noviembre de 2018.
- Niemeyer F., Hans. Hoyas hidrográficas de Chile, Quinta Región. Santiago de Chile: Ministerio de Obras Públicas (Chile), Dirección General de Aguas. Archivado desde el original el 11 de noviembre de 2018. Consultado el 15 de noviembre de 2018.
- Niemeyer F., Hans. Hoyas hidrográficas de Chile, Región Metropolitana. Santiago de Chile: Ministerio de Obras Públicas (Chile), Dirección General de Aguas. Archivado desde el original el 13 de mayo de 2014. Consultado el 15 de noviembre de 2018.
- Niemeyer F., Hans. Hoyas hidrográficas de Chile, Sexta Región. Santiago de Chile: Ministerio de Obras Públicas (Chile), Dirección General de Aguas. Archivado desde el original el 11 de noviembre de 2018. Consultado el 15 de noviembre de 2018.
- Niemeyer F., Hans. Hoyas hidrográficas de Chile, Septima Región. Santiago de Chile: Ministerio de Obras Públicas (Chile), Dirección General de Aguas. Archivado desde el original el 29 de enero de 2020. Consultado el 15 de noviembre de 2018.
- Niemeyer F., Hans. Hoyas hidrográficas de Chile, Octava Región. Santiago de Chile: Ministerio de Obras Públicas (Chile), Dirección General de Aguas. Archivado desde el original el 11 de noviembre de 2018. Consultado el 15 de noviembre de 2018.
- Niemeyer F., Hans. Hoyas hidrográficas de Chile, Novena Región. Santiago de Chile: Ministerio de Obras Públicas (Chile), Dirección General de Aguas. Archivado desde el original el 11 de noviembre de 2014. Consultado el 15 de noviembre de 2018.
- Niemeyer F., Hans. Hoyas hidrográficas de Chile, Décima Región. Santiago de Chile: Ministerio de Obras Públicas (Chile), Dirección General de Aguas. Archivado desde el original el 11 de noviembre de 2018. Consultado el 15 de noviembre de 2018.
- Niemeyer F., Hans. Hoyas hidrográficas de Chile, Undécima Región. Santiago de Chile: Ministerio de Obras Públicas (Chile), Dirección General de Aguas. Archivado desde el original el 11 de noviembre de 2018. Consultado el 15 de noviembre de 2018.
- Niemeyer F., Hans. Hoyas hidrográficas de Chile, Duodécima Región. Santiago de Chile: Ministerio de Obras Públicas (Chile), Dirección General de Aguas. Archivado desde el original el 11 de noviembre de 2018. Consultado el 15 de noviembre de 2018.